# Markus Jenny
Markus Jenny (* 1. Juni 1924 in Stein SG, Kanton St. Gallen, Schweiz; † 22. Januar 2001 in Zürich) war ein Schweizer evangelischer Theologe, Kirchenmusiker, bedeutender Liturgiker, Hymnologe sowie Kirchenliederdichter.

## Leben und Wirken
Der Pfarrersohn Markus Jenny verbrachte seine Schulzeit in Chur im Hauptort des Kantons Graubünden. Er studierte von 1944 bis 1950 an den Universitäten Basel und Zürich Theologie. Gleichzeitig nahm er an musikwissenschaftlichen Lehrveranstaltungen teil. 1955 wurde er in Basel zum Dr. theol. promoviert, und 1968 habilitierte er sich an der Universität Zürich mit einer Arbeit über Die Einheit des Abendmahlsgottesdienstes bei den elsässischen und schweizerischen Reformatoren.
Von 1950 bis 1956 arbeitete Jenny als Gemeindepfarrer in Saas im Prättigau (Kanton Graubünden) und von 1956 bis 1963 in Weinfelden (Kanton Thurgau). Von 1963 bis 1973 war er Pfarrer an der Anstalt für Epileptische in Zürich, danach bis 1989 Gemeindepfarrer in Ligerz (Kanton Bern). Neben diesem Pfarramt übernahm er als Beauftragter der Deutschschweizer Kirchenkonferenz für Liturgik und Hymnologie unterschiedliche Aufgaben in der Theologen- und Kirchenmusikerausbildung, in Forschung und Publikation und in der Gesangbuch- und Liturgiearbeit. Ab 1996 lebte er in Effretikon (Kanton Zürich).
Neben seiner Tätigkeit als Pfarrer widmete sich Markus Jenny zunächst der Gesangbuch- und liturgiewissenschaftlichen Forschung im Jahrhundert der Reformation. 1962 promovierte er mit einer Arbeit über die Deutschschweizer Gesangbücher aus dem 16. Jahrhundert und erstellte seine Habilitationsschrift über die Abendmahlsliturgie in der oberdeutschen und schweizerischen Reformation. Außerdem arbeitete er an kritischen Ausgaben der Lieder von Martin Luther (1985) und Ulrich Zwingli (1991). Im Jahr 1963 initiierte er mit Konrad Ameln und Walther Lipphardt die Herausgabe von Das deutsche Kirchenlied (DKL). Schon 1959 war er mit Konrad Ameln an der Gründung der «Internationalen Arbeitsgemeinschaft für Hymnologie» (IAH) beteiligt und war von 1967 bis 1985 deren Präsident.
Markus Jenny arbeitete für die Erneuerung und Verbesserung von Liturgie und Kirchenmusik in der Schweiz. In den 50er Jahren wirkte er mit im «Arbeitskreis für Kirchenmusik», war von 1966 bis 1993 Vorstandsmitglied des Schweizerischen Kirchengesangbundes und von 1975 bis 1989 Präsident der «Liturgiekommission der Evangelisch-reformierten Kirchen der deutschsprachigen Schweiz».
Von 1965 bis 1974 redigierte Jenny die Zeitschrift Der Evangelische Kirchenchor und bis 1983 Musik und Gottesdienst. Als Dozent für Liturgik und Hymnologie wirkte er an der Universität Zürich und an der Kantorenschule Zürich, an den Konservatorien in Bern und Biel und in den Chorleiterkursen des «Schweizerischen Kirchengesangbundes». 1971 gründete er mit Edwin Nievergelt und Robert Tobler die Arbeitsgemeinschaft «Neues Singen in der Kirche», die 1980 das Jugendgesangbuch Kumbaya herausgab.
Die Gesangbucharbeit hatte in Jennys Lebenswerk eine herausragende Bedeutung. So brachte er für das Gesangbuch der Evangelisch-reformierten Kirchen der deutschsprachigen Schweiz  die Herkunftsangaben für Texte und Melodien auf den aktuellen Forschungsstand. In der «Arbeitsgemeinschaft für ökumenisches Liedgut» arbeitete er seit 1969 an den Grundlagen für künftige kirchliche Gesangbücher. Durch seine Mitarbeit in den Kommissionen für das katholische Gesangbuch Gotteslob (1975) und das Katholische Gesangbuch der deutschsprachigen Schweiz (1998) konnte er sein besonderes Anliegen des gemeinsamen christlich-ökumenischen Kirchengesangs verwirklichen. Die Vorbereitung und Erarbeitung des schweizerischen reformierten Gesangbuches (1998) prägte jahrelang seine hymnologische Arbeit.
Bis 1996 legte Jenny eine umfangreiche Sammlung von Gesangbüchern an, besonders aus dem Bereich der Schweiz, die dann in eine Stiftung eingebracht und der Öffentlichkeit zugänglich gemacht wurde.

## Gesangbuchlieder
Von ihm bearbeitete Lieder finden sich heute in mehreren kirchlichen Gesangbüchern. So ist das Lied Gott hat das erste Wort, das auf der niederländischen Vorlage von Jan Wit beruht, im Stammteil des deutschen Evangelischen Gesangbuches (EG 199) wie auch im Mennonitischen Gesangbuch (MG 407) vertreten. Zudem steuerte er zu dem Lied Hilf, Herr meines Lebens von Gustav Lohmann die dritte Strophe bei (EG 419, MG 102, auch im GL 440, GLalt 622). In viele landeskirchliche Ausgaben des Evangelischen Gesangbuches sind die nach schwedischen Vorlagen entstandenen Texte der Lieder Weit wie das Meer ist Gottes große Liebe (anderer Text: Herr, deine Liebe ist wie Gras und Ufer) und Wind kannst du nicht sehen (auch MG 323) aufgenommen worden. 
Im katholischen Gotteslob (GLalt) von 1975 fanden sich vier Liedübertragungen von Markus Jenny aus dem Jahr 1971, drei davon auch weiterhin im neuen Gotteslob (GL) von 2013: 
- das Adventslied Komm, du Heiland aller Welt, eine Übertragung des Veni Redemptor gentium von Ambrosius von Mailand (GL 227; GLalt 108)
- das Weihnachtslied Hört, es singt und klingt mit Schalle nach dem mittelalterlichen Quem pastores laudavere (GL 240; GLalt 139)
- der Pfingsthymnus Komm allgewaltig heilger Hauch, ein ökumenischer Text nach dem altkirchlichen Veni Creator Spiritus (GLalt 242)
- die Pfingstsequenz Komm herab, o Heilger Geist nach Veni Sancte Spiritus, gemeinsam mit Maria Luise Thurmair (GL 344; GLalt 244).

Zu Thurmairs Epiphanielied von 1971 Sieh, dein Licht will kommen schuf Jenny im selben Jahr die Melodie (GLalt 147). Im Gotteslob enthalten ist ferner Jennys Kanon Mache dich auf und werde licht (GL 219).

## Schriften
- Geschichte des deutschschweizerischen Evangelischen Gesangbuches im 16. Jahrhundert. Bärenreiter, Basel 1962. (Dissertation)
- Zwinglis Stellung zur Musik im Gottesdienst. Zwingli Verlag, Zürich 1966. (Schriftenreihe des Arbeitskreises für evangelische Kirchenmusik, Band 3).
- Die Einheit des Abendmahlsgottesdienstes bei den elsässischen und schweizerischen Reformatoren. Zwingli Verlag, Zürich/Stuttgart 1968. (Studien zur Dogmengeschichte und systematischen Theologie, Band 23).
- Die Zukunft des evangelischen Kirchengesanges. Theologischer Verlag, Zürich 1970. (Schriftenreihe des Arbeitskreises für evangelische Kirchenmusik, Band 4).
- Ein Heidelberger Chorbuch vom Jahre 1766. In: Jahrbuch für Liturgik und Hymnologie, 1970, 15. Band, Stauda, Kassel 1970, S. 159–169.
- Neues Singen in der Kirche. Theologischer Verlag, Zürich 1971.
- Paul Gerhardt: Weg und Wirkung. In: Musik und Gottesdienst. 1976, Heft 3 & 4, Gotthelf, Zürich 1976.
- Das deutsche Kirchenlied. Band 1, Teil 2. – Register. Bärenreiter, Kassel 1980, ISBN 3-7618-0590-X. (Répertoire International des Sources Musicales).
- Luther, Zwingli, Calvin in ihren Liedern. Theologischer Verlag, Zürich 1983, ISBN 3-290-11530-5.
- Martin Luther: Geistliche Lieder und Kirchengesänge. Vollständige Neuedition in Ergänzung zu Band 35 der Weimarer Ausgabe. Böhlau, Köln [u. a.] 1985, ISBN 3-412-02284-5. (Archiv zur Weimarer Ausgabe der Werke Martin Luthers, Band 4).